# Euro-Schatz-Future
Ein Euro-Schatz-Future (kurz Schatz-Future) ist ein Börsenterminkontrakt auf kurzfristige, festverzinsliche und fiktive Bundesschatzbriefe oder Anleihen der ehemaligen Treuhandanstalt.

## Hintergründe
Die Laufzeit eines Schatz-Futures beträgt 9 Monate. Die zu Grunde liegende Schatz-Anleihe läuft zwischen 1,75 und 2,25 Jahren mit einer Verzinsung von 6 Prozent. Gehandelt werden Schatz-Futures an der Terminbörse Eurex unter dem Produktkürzel FGBS, wobei der Nominalwert eines Schatz-Futures stets 100.000 Euro beträgt.
Der Unterschied zwischen den Schatz-Futures und den Bobl-Futures ist die Fristigkeit, die bei den letzteren nicht kurz-, sondern mittelfristig ist.